# The Force Unleashed

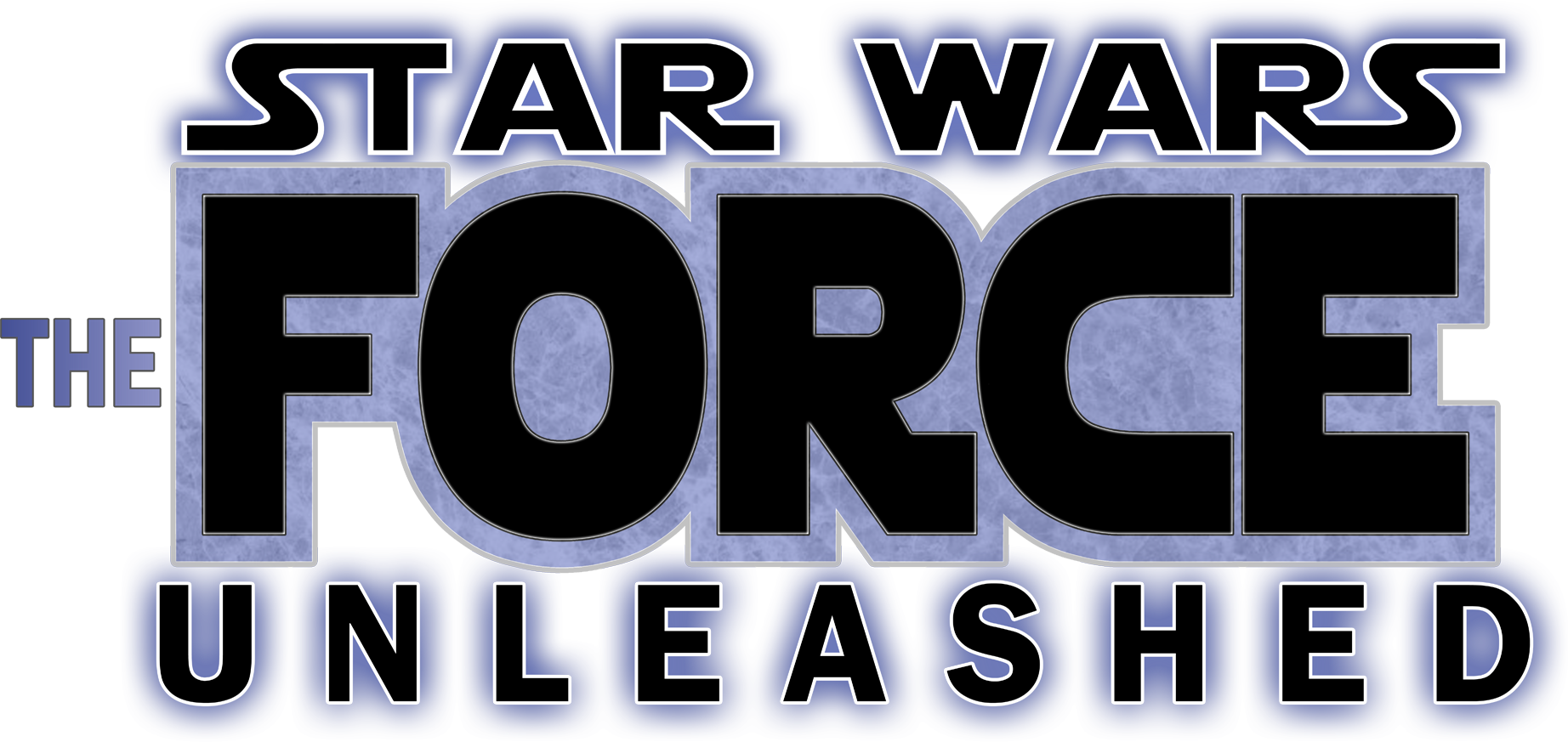
Logo do projeto multimídia Star Wars: The Force Unleashed

Star Wars: The Force Unleashed é um projeto multimídia da franquia de space opera épica Star Wars, desenvolvido pela LucasArts em parceria com a Hasbro, Lego e Dark Horse Comics desde 2008. O primeiro fruto do projeto, o jogo Star Wars: The Force Unleashed, foi lançado em Setembro de 2008, seguido de vários livros, jogos de tabuleiro e histórias em quadrinhos relacionados.

## Enredo
O projeto The Force Unleashed se passa entre os eventos dos episódios A Vingança dos Sith e Uma Nova Esperança. O projeto conta a história do aprendiz secreto de Darth Vader, Galen Marek, que é descoberto por Vader no planeta Kashyyyk e treinado por ele para que eles pudessem, juntos, ursurpar o trono do Imperador Sidious. Darth Vader envia o aprendiz em várias missões para aniquilar jedi ainda vivos em nome do Império e assim mantê-lo em segredo.

## Recepção
O projeto foi um sucesso e recebeu muitas críticas boas por grande parte dos fãs da série. A LucasArts surpreendeu aos concorrentes, lançando o projeto para as plataformas XBox 360, Playstation 2, Playstation 3, Nintendo Wii, Nintendo DS, iPhone, PC e aparelhos celulares servidos pelo sistema Java.

### Jogo
Outra característica importante foi a jogabilidade. O enredo jogo, sucesso mundial lançado em Setembro de 2008, faz grande alusão ao uso da Força no universo Star Wars. O projeto vendeu cerca de 5,7 milhões de cópias em todo o mundo.

## The Force Unleashed II
O jogo foi lançado dia 26 de outubro de 2010. Tem como personagem principal jogável o clone de Starkiller em busca de sua propria identidade e de Juno Eclipse.